# Półmieście
Półmieście (niem. Halbstadt) – wieś w Polsce położona w województwie pomorskim, w powiecie malborskim, w gminie Nowy Staw na obszarze Żuław Wiślanych nad Nogatem.
W latach 1975–1998 miejscowość administracyjnie należała do województwa elbląskiego.
Przed 1945 funkcjonował tu gościniec Johanna Lange.